# サンコス

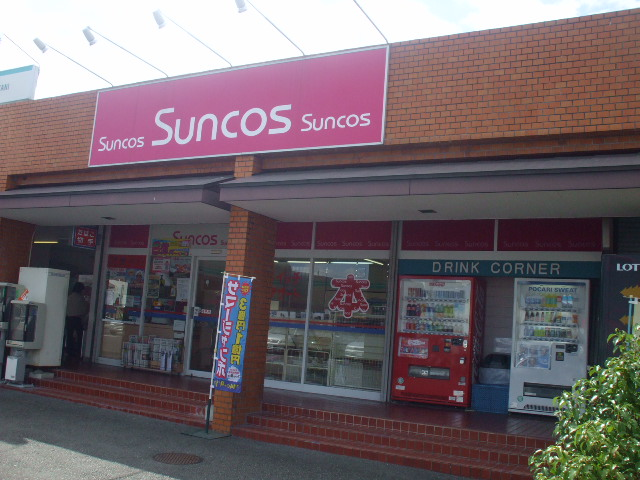
閉鎖前のサンコス西可児店

サンコス （Suncos）は、名古屋鉄道の駅構内に設置してある自販機コーナー、及び愛知県、岐阜県に存在した売店である。現在はファミリーマートのエリアフランチャイズ店舗に転換されている。

## 概要
運営は名鉄産業（現・名鉄エリアパートナーズ）が行っていたが、2022年の事業譲渡以降は名鉄生活創研が行っていた。
2024年1月26日に東岡崎駅構内にある岡崎北口店が閉店し、売店形式のものは全店舗閉店となった。ファミリーマート知立駅北店内の宝くじ売り場はサンコス知立店扱いとなっている。
名鉄産業は、1991年4月15日から同社の運営する駅売店名を「めいさん」から「サンコス」に変更した。
名鉄産業は1996年9月よりサンクスとフランチャイズ契約を結び、売り上げが低迷していた名鉄名古屋本線神宮前駅の橋上にある売店を改装し、サンクスの1号店を開店した。
2011年時点で名鉄産業がフランチャイズで運営しているサンクスは名古屋駅、神宮前駅、中部国際空港駅、豊田市駅、一宮駅の5駅(店舗数は6店舗)で運営していた。
2011年3月29日、名鉄産業はファミリーマートと提携して、現在に至るまで多くの店舗をファミリーマート エスタシオ (FamilyMart Estació) に転換している。エスタシオ (Estació) とは、カタルーニャ語で駅を表す。

## 特徴
駅外に設置している店舗もいくつか存在した。また、名鉄のテーマパーク（博物館明治村、リトルワールドなど）にも名鉄産業が運営する店舗を設置している。
1996年9月より、サンクスとフランチャイズ契約を結んでいたが、サンコスと並行する形で出店されており、契約満了後にもサンクスがファミリーマートと合併するまでは、一部店舗が存在していた。
2010年代にはテレビCMを放映していた。

## キャッチコピー
『駅から街へ』

## ロゴ
サンコスにはロゴが2種類あり、青色（■）と水色を使った一世代前のロゴと、赤色（■）の現在使われているロゴである。